# Bergen an der Dumme
Bergen an der Dumme is een gemeente in de Duitse deelstaat Nedersaksen. De gemeente maakt deel uit van de Samtgemeinde Lüchow (Wendland) in het Landkreis Lüchow-Dannenberg.
Bergen an der Dumme telt 1.413 inwoners.
- Bibliothèque nationale de France: cb166124224 (data)
- Gemeinsame Normdatei: 4738957-6
- MusicBrainz: 5606993c-2bfb-466f-994c-ce23b75740b1
- Virtual International Authority File: 241229880
- WorldCat: E39PBJkXqhMK3jdJbTCWqrBdcP

Bergen an der Dumme · 
Clenze · 
Damnatz · 
Dannenberg · 
Gartow · 
Göhrde · 
Gorleben · 
Gusborn · 
Hitzacker · 
Höhbeck · 
Jameln · 
Karwitz · 
Küsten · 
Langendorf · 
Lemgow · 
Lübbow · 
Lüchow · 
Luckau · 
Neu Darchau · 
Prezelle · 
Schnackenburg · 
Schnega · 
Trebel · 
Waddeweitz · 
Woltersdorf · 
Wustrow · 
Zernien